# Prinzersdorf
Prinzersdorf is een gemeente in de Oostenrijkse deelstaat Neder-Oostenrijk, gelegen in het district Sankt Pölten-Land (PL). De gemeente heeft ongeveer 1400 inwoners.
Het omvat de kadastrale gemeentes Prinzersdorf en Uttendorf.

## Geografie
Prinzersdorf heeft een oppervlakte van 4,06 km². Het ligt in het noordoosten van het land, ten westen van de hoofdstad Wenen en in de buurt van de deelstaathoofdstad Sankt Pölten.

## Verkeer
Prinzersdorf ligt aan de B1. Het heet een treinstation aan de Westbahn (de naam van het spoor tussen Salzburg en Wenen).

## Aangrenzende gemeenten
| Aangrenzende gemeenten                           | Aangrenzende gemeenten | Aangrenzende gemeenten | Aangrenzende gemeenten | Aangrenzende gemeenten |
| ------------------------------------------------ | ---------------------- | ---------------------- | ---------------------- | ---------------------- |
|                                                  |                        | Hafnerbach             |                        |                        |
|                                                  |                        |                        |                        |                        |
| Markersdorf (B1) (gemeente Markersdorf-Haindorf) | Gerersdorf (B1)        |                        |                        |                        |
|                                                  |                        |                        |                        |                        |
| Haindorf (gemeente Markersdorf-Haindorf)         |                        |                        |                        | Gerersdorf             |

Altlengbach · Asperhofen · Böheimkirchen · Brand-Laaben · Eichgraben · Frankenfels · Gerersdorf · Hafnerbach · Haunoldstein · Herzogenburg · Hofstetten-Grünau · Inzersdorf-Getzersdorf · Kapelln · Karlstetten · Kasten bei Böheimkirchen · Kirchberg an der Pielach · Kirchstetten · Loich · Maria-Anzbach · Markersdorf-Haindorf · Michelbach · Neidling · Neulengbach · Neustift-Innermanzing · Nußdorf ob der Traisen · Ober-Grafendorf · Obritzberg-Rust · Perschling · Prinzersdorf · Pyhra · Rabenstein an der Pielach · Schwarzenbach an der Pielach · St. Margarethen an der Sierning · Statzendorf · Stössing · Traismauer · Weinburg · Wilhelmsburg · Wölbling
- Gemeinsame Normdatei: 4501021-3
- MusicBrainz: 0c14c4d9-f35f-464a-8eb6-7fcc59290432
- Virtual International Authority File: 236551900
- WorldCat: E39PBJhX8YH8kwfwpJX6RPHpyd